# Mówca (rzeźba)

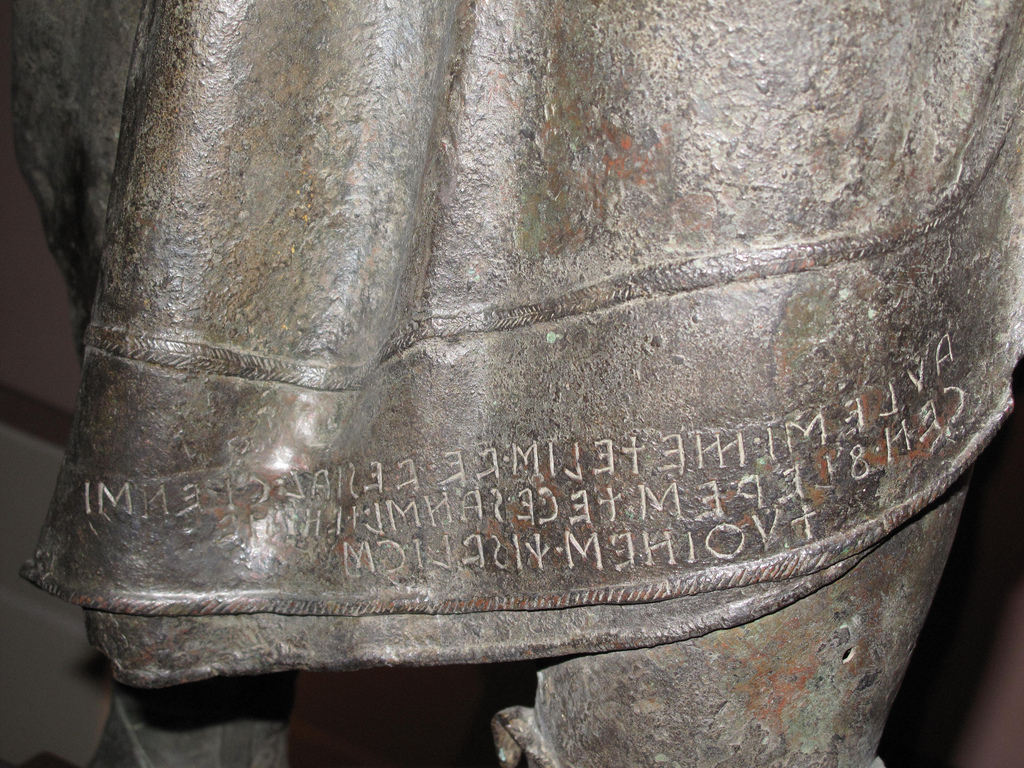
Detal z inskrypcją zapisaną alfabetem etruskim

Mówca (łac. Aulus Metellus, wł. L'Arringatore) – rzeźba wykonana z brązu metodą wosku traconego, przykład sztuki późno-etruskiej. Należy do zbiorów Narodowego Muzeum Archeologicznego we Florencji.
Rzeźba o wysokości 179 cm powstała prawdopodobnie pod koniec II lub na początku I w. p.n.e. Posąg przedstawia etruskiego mówcę Aule Metele odzianego w krótką rzymską togę i rzymskie obuwie. Jego prawa ręka jest uniesiona na znak, że jest mówcą i zwraca się do publiczności.
Figura mówcy została odnaleziona w 1566 roku prawdopodobnie w pobliżu Jeziora Trazymeńskiego lub w pobliskiej miejscowości Pila w prowincji Perugia. Należała do kolekcji Kosmy I, była eksponowana w jego renesansowym Palazzo Pitti. 
Autor rzeźby jest nieznany; przez długi czas była uważana za przykład sztuki rzymskiej. Na dole tuniki widoczna jest inskrypcja w języku etruskim: auleśi meteliś ve[luś] vesial clenśi / cen flereś tece sanśl tenine / tu θineś χisvlicś. Dzięki niej wiadomo, że pomnik został poświęcony, być może przez społeczność, etruskiemu notablowi o nazwisku Aulus Metellus, pochodzącemu z Perugii lub Cortony. Figura mogła się znajdować w pobliżu sanktuarium lub mniej prawdopodobne, przy grobie mówcy.